# Škoda 21Tr

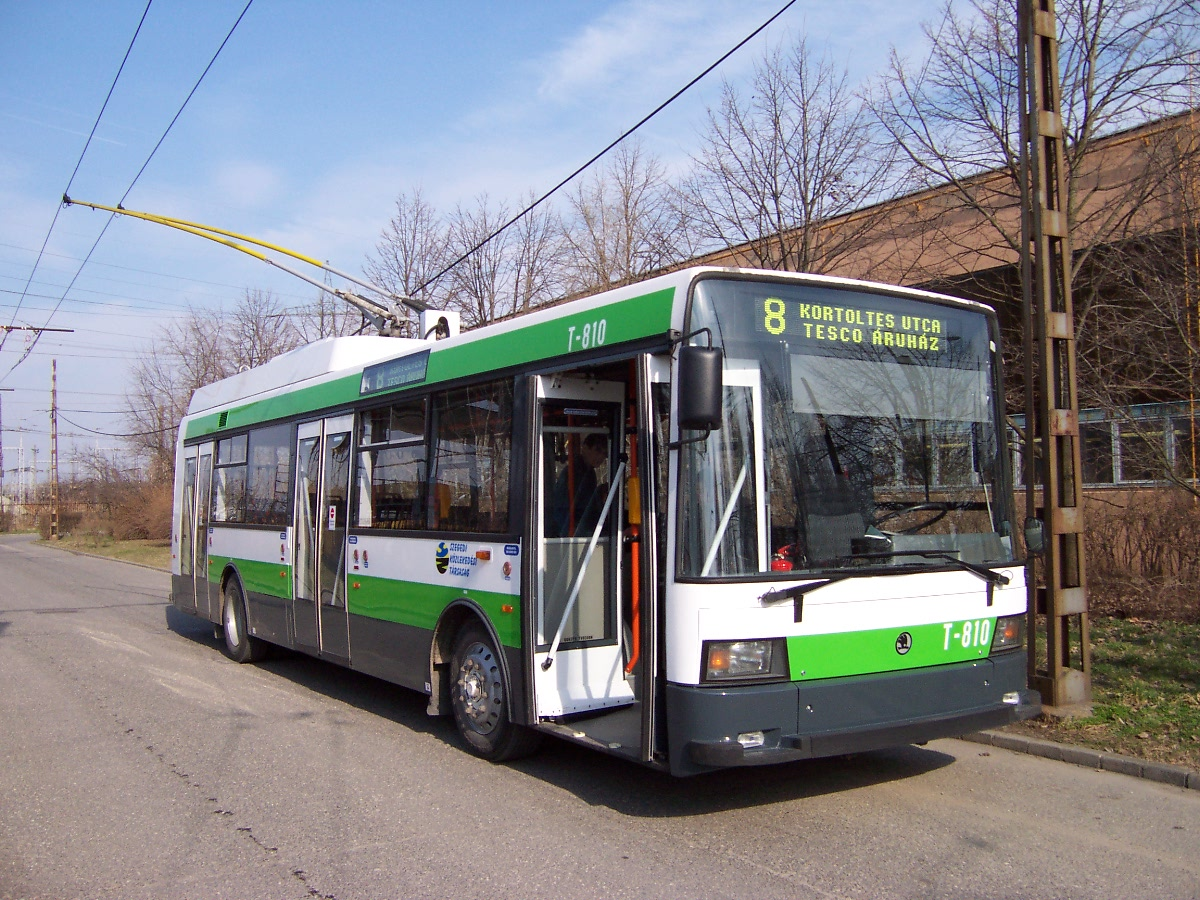
Škoda 21Tr v Szegedu

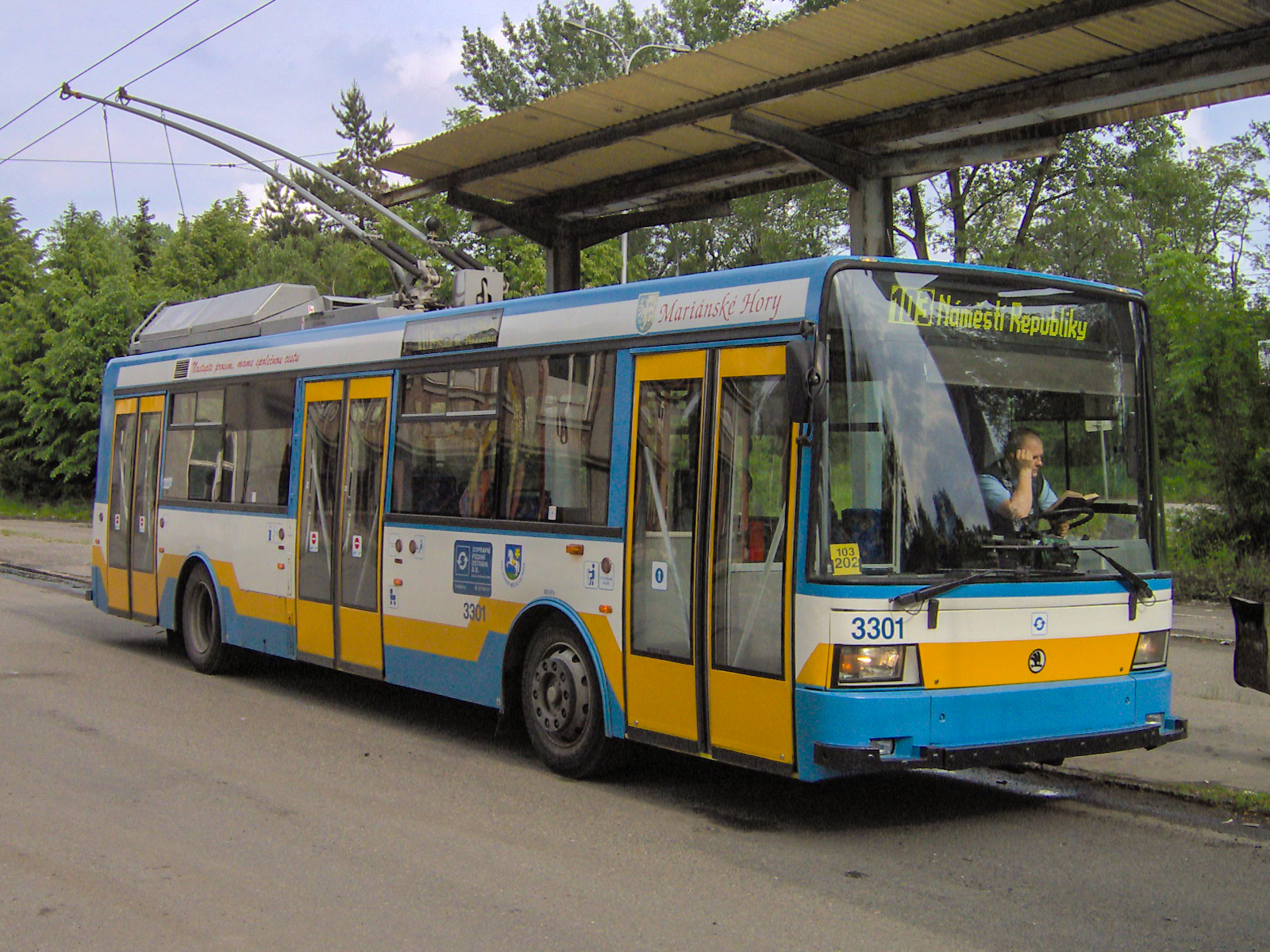
Ostravský trolejbus 21Tr

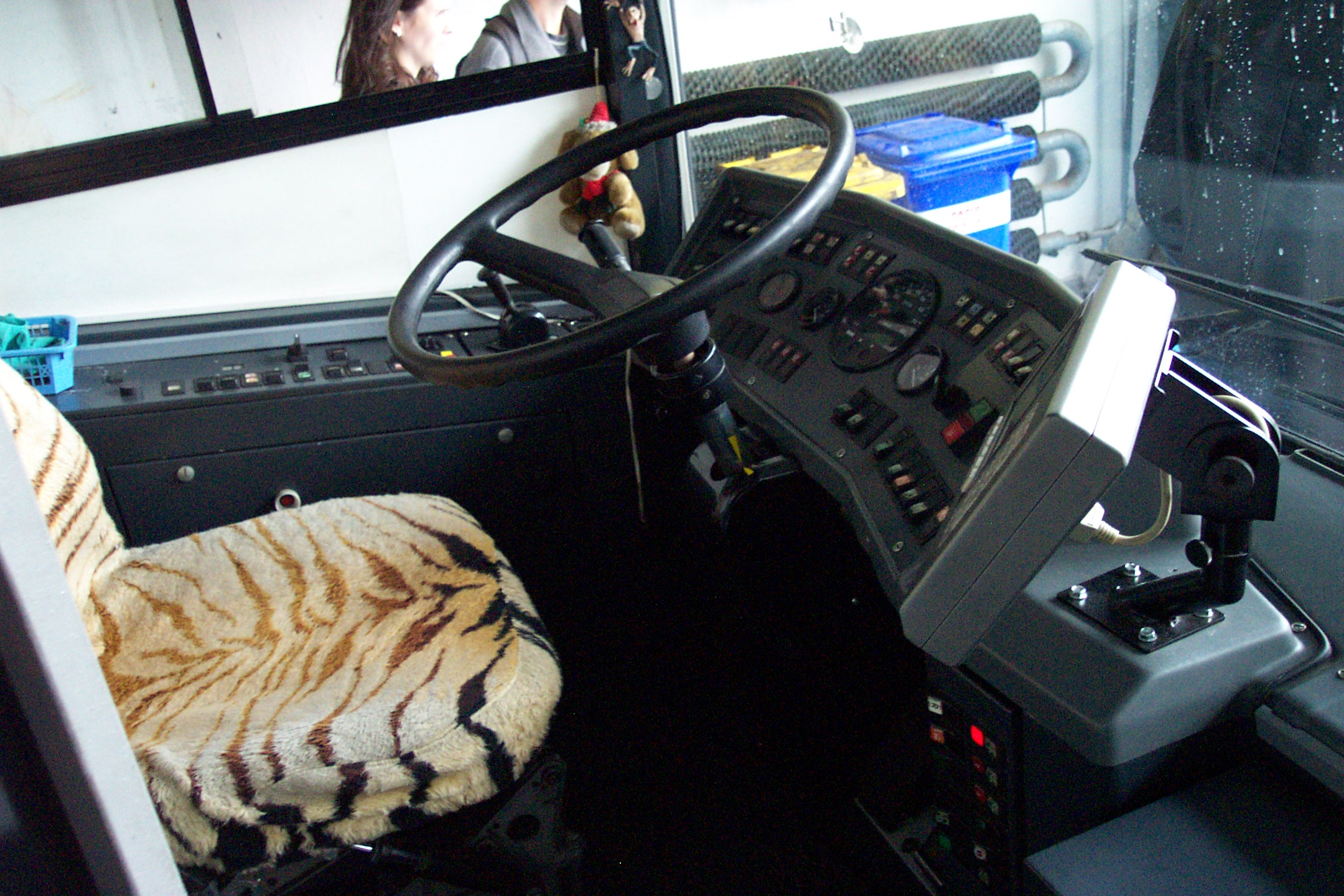
Stanoviště řidiče

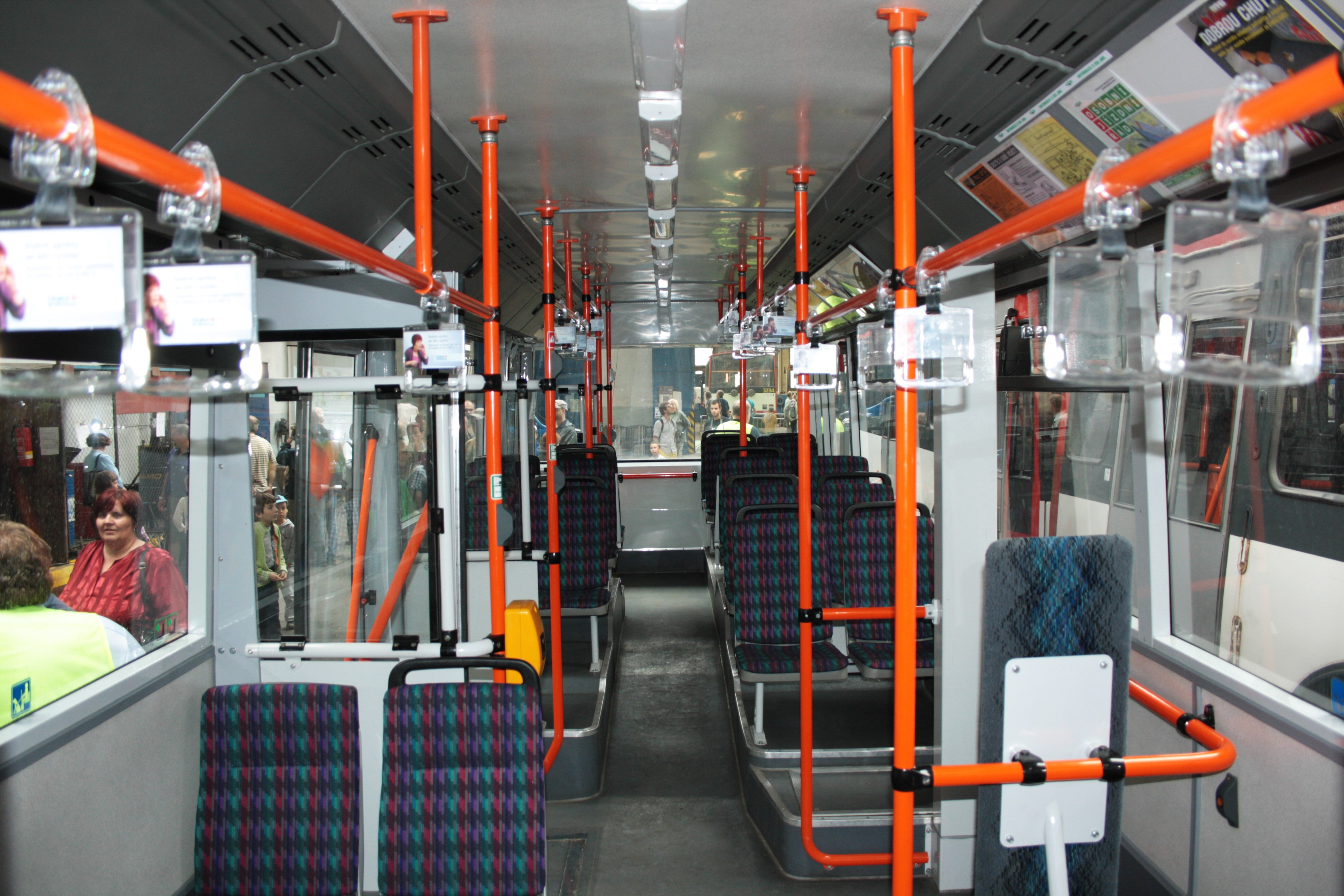
Prostor pro cestující

Škoda 21Tr je nízkopodlažní trolejbus vyráběný společností Škoda Ostrov v letech 1995 až 2004.

## Konstrukce
Vývoj nové typové řady trolejbusů Škoda byl zahájen v roce 1991. Zajímavé je, že jako první byl vyroben prototyp dvoučlánkového (kloubového) vozu Škoda 22Tr (v roce 1993), zatímco prototyp standardního vozu 21Tr jej následoval až po dvou letech. S typem 21Tr byl unifikován nízkopodlažní autobus Škoda 21Ab, jehož prototyp byl taktéž vyroben v roce 1995. Design všech těchto vozů navrhl Patrik Kotas.
Trolejbus 21Tr je nízkopodlažní vozidlo se samonosnou karosérií. Kostra vozu je ocelová, svařovaná z tenkostěnných profilů a plechových výlisků. Protiskluzová podlaha je od předních dveří až za druhé dveře ve výšce 360 mm nad vozovkou (nástupní hrany jsou ale ještě níže – 345 mm). V zadní části vozu je podlaha ve výšce 560 mm, pod sedadly je ale zvýšena na 760 mm. Díky kneelingu (schopnost vypustit vzduch z pravé strany vypružení) lze nástupní hranu vozidla v zastávce snížit na pouhých 275 mm nad vozovku. V pravé bočnici se nacházejí troje skládací dvoukřídlé dveře, které mohou cestující ovládat samostatně (poptávkové otevírání dveří).
Elektrická výzbroj je založena na bázi GTO tyristorů, u několika novějších vozů na bázi IGCT tyristorů (v letech 2000–2004 bylo vyrobeno pouze 8 vozů s prvky IGCT: prototyp pro Hradec Králové, 4 pro Brno, 3 pro Jihlavu). Pohon zajišťuje jeden stejnosměrný sériový trakční motor.

### 21TrACG
Jako 21TrACG je označen jeden vůz 21Tr, do kterého byla namontována nová zkušební asynchronní elektrická výzbroj na bázi GTO tyristorů. Vyvinula ji Škoda Ostrov ve spolupráci s Akademií věd ČR. Mechanicky se trolejbus od „klasické jednadvacítky“ neliší, rozdíly jsou pouze v elektrické části vozu.

### 21TrACI, 21TrAC
Trolejbusy 21TrACI jsou vybaveny novou asynchronní elektrickou výzbrojí s IGBT tranzistory, která je osazena především v nových kontejnerech na střeše. Tuto výzbroj vyvinula společnost Škoda-Trakční motory. Ve vozech je navíc umístěn pomocný naftový agregát. Ten umožňuje jízdu trolejbusu i na nezatrolejovaných úsecích (využívá se např. při objížďkách).
Vozy 21TrAC se od typu 21TrACI odlišují pouze tím, že nemají osazen pomocný dieselový agregát. Díky tomu jsou o 600 kg lehčí. Bylo vyrobeno 6 vozů typu 21TrAC, pět z nich putovalo do Hradce Králové a jeden do Bratislavy.

### Elektrobus 21Eb
V roce 2003 byl autobusovou společností ČAS-service zakoupen jeden skelet původně určený pro trolejbus 21TrACI. Z této kostry byl ve spolupráci s VUT v Brně, Škodou a firmou Elis Plzeň postaven nízkopodlažní elektrobus. Ve voze jsou umístěny niklo-kadmiové baterie. Na jedno nabití baterií ujede toto ekologické vozidlo 110–130 km. Nevýhodou je ale vyšší hmotnost (18 t). Tento vůz byl v provozu ve znojemské MHD, konkrétně mezi lety 2004 a 2010, kdy jej provozovala společnost ČAS-service.

### Další verze
Výzbroj vozu 21TrACG byla po zkouškách demontována, karoserie byla v roce 2005 odprodána dopravnímu podniku z maďarského Szegedu, který trolejbus rekonstruoval pomocí elektrické výzbroje TV Progress od firmy Cegelec. Po roce 2006 odkoupil szegedský dopravní podnik od českých dopravců několik vyřazovaných autobusů 21Ab, z nichž některé postupně přestavoval na trolejbusy s elektrickou výzbrojí TV Europulse. Přestavba prvního autobusu byla dokončena v roce 2012. Vůz obdržel evidenční číslo T-813.
Škoda Ostrov také vyvíjela modernizovanou verzi trolejbusu 21Tr. V takzvaném plastovém programu měly mít vozy inovované přední a zadní čelo z plastů. V roce 2002 byl rozestavěn v této verzi prototyp 21TrAC, ten ale nebyl nikdy dokončen a po ukončení výroby v Ostrově byla v roce 2004 jeho karoserie společně se svařovacími přípravky pro řadu 21Tr/22Tr odprodána do kazašské Almaty do bývalého společného podniku Škoda-Kazachstán. Vůz plastového programu byl sice zrušen, na jeho bázi ale začaly být vyráběny podobné trolejbusy, k nimž dodává elektrickou výzbroj česká firma Czetro.

## Prototypy
Prototyp vozu 21Tr (značený též jako 21TrS) byl vyroben v roce 1995. V letech 1996 a 1997 byl rozsáhle zkoušen v Chomutově a v Českých Budějovicích (zde s ev.č. 43). Poté byl odstaven a v roce 2000 zlikvidován při crash-testu.
Prototyp 21TrACG byl vyroben v roce 1997. V letech 1997 a 1998 byl zkoušen na trati do Jáchymova a v Chomutově. Poté byl dlouhou dobu odstaven u výrobce. V roce 2005 byl prodán do maďarského Szegedu, kde obdržel evidenční číslo T-810 a po celkové rekonstrukci a doplnění elektrické výzbroje je dosud v provozu.
V roce 1999 byl vyroben prototyp vozu 21TrACI. Trolejbus byl do roku 2000 zkoušen v Plzni (evidenční číslo 479), poté byl prodán do Hradce Králové. Zde s ev. č. 50 jezdil do poloviny roku 2012, kdy byl nahrazen dvěma vozy typu Škoda 30Tr s pomocným dieselagregátem a sám se stal muzejním vozem hradeckého DP.
Prototyp vozu plastového programu byl rozestavěn v roce 2002, v roce 2004 byl odprodán do Almaty, kde byl později sešrotován.

## Dodávky trolejbusů
V letech 1995 až 2004 bylo vyrobeno celkem 135 vozů Škoda 21Tr, jeden skelet a jedno nedokončené vozidlo.
| Současný stát       | Město            | Článek | Typ           | Roky dodávek | Počet vozů | Evidenční čísla při dodání | Poznámky                                 | Zdroj               |
| ------------------- | ---------------- | ------ | ------------- | ------------ | ---------- | -------------------------- | ---------------------------------------- | ------------------- |
| Bosna a Hercegovina | Sarajevo         | článek | 21Tr          | 1997         | 2          | 4301, 4302                 |                                          | [ 13 ] [ 14 ]       |
| Česko               | Brno             | článek | 21Tr          | 1999–2002    | 39         | 3001–3043                  | vozy 3040–3043 s IGCT                    | [ 15 ]              |
| Česko               | České Budějovice | článek | 21Tr          | 1998–2000    | 5          | 43–47                      |                                          | [ 16 ]              |
| Česko               | Hradec Králové   | článek | 21Tr          | 1997–2000    | 16         | 33–48                      | vůz 48 s IGCT (prototyp)                 | [ 17 ]              |
| Česko               | Hradec Králové   | článek | 21TrACI       | 2000         | 1          | 50                         | prototyp ACI, s dieselagregátem          | [ 17 ]              |
| Česko               | Hradec Králové   | článek | 21TrAC        | 2002–2003    | 5          | 51–55                      |                                          | [ 17 ]              |
| Česko               | Jihlava          | článek | 21Tr          | 1999–2004    | 7          | 48–55, 58, 61              | vozy 55, 58, 61 s IGCT                   | [ 18 ]              |
| Česko               | Opava            | článek | 21Tr          | 2001         | 1          | 83                         |                                          | [ 19 ]              |
| Česko               | Ostrava          | článek | 21Tr          | 1996–2002    | 15         | 3301–3315                  |                                          | [ 20 ]              |
| Česko               | Pardubice        | článek | 21Tr          | 2001–2004    | 15         | 385–399                    |                                          | [ 21 ]              |
| Česko               | Plzeň            | článek | 21TrACI       | 2001–2004    | 18         | 479–496                    | všechny s dieselagregátem                | [ 22 ]              |
| Česko               | Škoda Ostrov     | —      | 21Tr          | 1995         | 1          | —                          | prototyp                                 | [ 23 ]              |
| Česko               | Znojmo           | článek | skelet        | 2003         | 1          | —                          | využit pro elektrobus 21Eb               | [ 24 ]              |
| Kazachstán          | Almaty           | článek | 21TrAC        | 2004         | 1          | —                          | nedokončený prototyp plastového programu | [ 8 ] [ 25 ]        |
| Maďarsko            | Szeged           | článek | 21Tr          | 2001         | 1          | T-800                      |                                          | [ 5 ] [ 26 ] [ 27 ] |
| Maďarsko            | Szeged           | článek | 21Tr Progress | 2005         | 1          | T-810                      | původně prototyp ACG                     | [ 5 ] [ 26 ] [ 27 ] |
| Slovensko           | Bratislava       | článek | 21TrAC        | 2003         | 1          | 6401                       |                                          | [ 28 ] [ 29 ]       |

## Provoz trolejbusů Škoda 21Tr

### Bratislava
V roce 2002 vyhlásil Dopravný podnik Bratislava výběrové řízení na nákup krátkých nízkopodlažních trolejbusů. Výběrové řízení vyhrála česká společnost Viko, která v roce 2003 dodala jeden vůz Škoda 21TrAC č. 6401. Než bylo vozidlo zařazeno do provozu, byla výroba trolejbusů ve společnosti Škoda Ostrov ukončena, takže k výrobě a dodání dalších trolejbusů Škoda 21Tr do Bratislavy již nedošlo. Od roku 2009 je však tento vůz z důvodu závady statického měniče odstaven. V roce 2014 projevil o něj zájem Dopravní podnik města Brna, kvůli vysoké prodejní ceně však k nákupu nedošlo. V roce 2019 byl vůz opraven a jako zprovozněný představen při 110. výročí místní trolejbusové sítě. V květnu 2020 se vrátil do občasného pravidelného provozu s cestujícími na lince 203 (v roce 2021 přečíslované na č. 44). Sporadicky byl na tuto linku naposledy vypravován na podzim 2023, poslední službu na ní absolvoval 13. února 2024. Na konci roku 2024 byl vyřazen ze stavu provozních trolejbusů.

### Brno
V jihomoravské metropoli došlo k nákupu prvních deseti vozů Škoda 21Tr v roce 1998 (dodány 1999; č. 3001–3010), další vozy byly zakoupeny a dodány v letech 2000 (17 ks s čísly 3011–3027) a 2001 (12 ks s čísly 3028–3039). V roce 2002 byly dodány poslední čtyři kusy, tentokrát v modifikované verzi s IGCT tyristory (č. 3040–3043). Mezi lety 2011 a 2018 pak Dopravní podnik města Brna nakoupil dalších 24 vozů od jiných dopravních podniků: 8 vozů z Dopravního podniku města Jihlavy (v Brně: 21Tr č. 3044–3047 a jeden trolejbus na náhradní díly, 21Tr s IGCT č. 3061–3063), 13 vozů z Dopravního podniku města Hradce Králové (v Brně: 21Tr č. 3048–3056 + jeden na náhradní díly, 21TrAC č. 3057, 3058, 3064), 2 vozy z Dopravního podniku města České Budějovice (v Brně č. 3059 a 3060) a 1 vůz z Dopravního podniku města Pardubic (v Brně na náhradní díly). Tři z ojetých vozů byly předem určeny k rozebrání na náhradní díly. Ostatní trolejbusy byly postupně uváděny do provozu po provedení středních, celkových či generálních oprav, jako poslední byl roku 2018 dokončen a zprovozněn vůz č. 3064. Celkem tak v Brně jezdilo 64 kusů č. 3001–3064, tedy téměř polovina z celkového počtu vyrobených trolejbusů 21Tr.
Postupné odstavování vozů 21Tr z provozu začalo v roce 2018, přičemž do konce roku 2022 bylo odstaveno 18 trolejbusů. Jedním z nich byl i vůz č. 3029, který vážně havaroval v roce 2019 v ulici Křenové. K hromadnému odstavování přistoupil brněnský dopravní podnik v souvislosti s dodávkami trolejbusů Škoda 32Tr, které byly zahájeny v roce 2023. Během let 2023 a 2024 tak ukončilo provoz 37 trolejbusů 21Tr a posledních devět kusů dojezdilo v průběhu začátku roku 2025. Do běžného provozu byl 14. února 2025 jako poslední vypraven na linky 32/34/36 trolejbus č. 3063, čímž byl ukončen pravidelný provoz vozů typu 21Tr v celém Česku. O měsíc později se 15. března 2025 uskutečnila oficiální rozlučková akce na speciální lince.

### České Budějovice
V letech 1998–2000 zakoupil Dopravní podnik města České Budějovice celkem 5 vozů 21Tr. Později byly 3 vozy prodány do Szegedu a 2 vozy do Brna.

### Hradec Králové
Dopravní podnik města Hradce Králové provozoval od roku 1997 první vozy typu 21Tr, do roku 2003 bylo zařazeno celkem 22 vozů. Z tohoto počtu bylo 16 vozů typu 21Tr, 5 vozů 21TrAC a 1 vůz typu 21TrACI vybavený dieselagregátem (v roce 2000 získaný z plzeňského DP, kde byl výrobcem testován). Tento vůz byl v roce 2012 převeden mezi muzejní trolejbusy, zbývající vozy byly odprodány do Brna (10 vozů 21Tr, 3 vozy 21TrAC), do Ústí nad Labem (1 vůz 21Tr, 2 vozy 21TrAC) a na Ukrajinu do Oděsy (5 vozů 21Tr).

### Chomutov a Jirkov
Na počátku 21. století uvažoval Dopravní podnik měst Chomutova a Jirkova, vzhledem k úvaze provozovat krátké trolejbusy, pro které byla rezervována ev. č. 101 až 199, o nákupu trolejbusů Škoda 21Tr. Nakonec trolejbusy tohoto typu nikdy nebyly zakoupeny a později byly dodány trolejbusy Solaris Trollino 12 ev. č. 101 až 105.

### Jihlava
Dopravní podnik města Jihlavy nakoupil mezi lety 1997–2004 celkem 10 vozů typu 21Tr, z toho 7 vozů Škoda 21Tr a 3 vozy Škoda 21Tr s IGCT tyristory. Dva vozy (ev. č. 50 a 51) byly na přelomu let 2009 a 2010 pro závažnou poruchu sešrotovány. Brněnskému dopravnímu podniku bylo v roce 2011 odprodáno pět vozů 21Tr a v roce 2016 zbylé tři vozy 21Tr s IGCT tyristory.

### Opava
Městský dopravní podnik Opava zakoupil roku 2001 jeden trolejbus Škoda 21Tr. V roce 2002 plánoval pořídit další dva, ale výběrové řízení zrušil Úřad pro ochranu hospodářské soutěže. Nově vyhlášené výběrové řízení vyhrál Dopravní podnik Ostrava, který dodal trolejbusy Solaris Trollino 12 ev. č. 85 a 86. Začátkem roku 2019 vůz dojezdil v souvislosti s dodávkou nových parciálních trolejbusů Škoda 32Tr. V roce 2020 byl odprodán soukromé osobě.

### Ostrava
Do Ostravy bylo v rozmezí let 1997–2002 dodáno 15 vozů. Od dubna 2019 bylo v provozu 10 vozů, ostatní byly z důvodu nehod, atypičnosti ve srovnání se zbývajícími vozy či po zahoření kabeláže odstaveny, a poté sešrotovány nebo rozebrány na náhradní díly. Provoz posledního vozu č. 3312 byl ukončen 19. května 2023.

### Pardubice
Dopravní podnik města Pardubic zakoupil mezi lety 2000 a 2004 celkem 15 vozů typu 21Tr. Jeden byl v květnu 2018 odprodán do Brna na náhradní díly. Během let 2018 a 2019 byl odstaveno dalších 12 vozů po dodávce trolejbusů Škoda 30Tr a Škoda 32Tr. V provozu tak zůstaly pouze dva vozy ev. č. 392 a 395, které byly dojezdily začátkem roku 2021. Poslední vůz ev. č. 395 byl naposledy vypraven 27. března 2021.

### Plzeň
Plzeňské městské dopravní podniky testovaly od března do října 2000 prototyp trolejbusu 21TrACI (s pomocným dieselagregátem), který v Plzni jezdil s číslem 479 a posléze jej výrobce odprodal do Hradce Králové. V letech 2001–2004 zakoupily PMDP celkem 18 vozů typu 21TrACI, které dostaly čísla 479–496. V roce 2017 došlo v souvislosti s nákupem nových vozů Škoda 26Tr k odstavení většiny trolejbusů 21Tr, přičemž některé vozy byly odprodány na Ukrajinu do Černovic. Provoz trolejbusů 21Tr byl v Plzni ukončen v září 2018.

### Ústí nad Labem
V roce 2013 využil i ústecký dopravní podnik nabídky DP Hradce Králové a odkoupil celkem tři vozy 21Tr (1 vůz 21Tr s IGCT, 2 vozy 21TrAC). Trolejbusy typu 21TrAC (nově pod ev. č. 406 a 407) byly po provedení menších oprav uvedeny záhy do provozu, vůz typu 21Tr (č. 408) nejprve prošel potřebnými opravami a do provozu byl zařazen v roce 2017. Trolejbus č. 406 vydržel provozní do roku 2019, č. 407 do roku 2022; oba byly následně sešrotovány. Vůz č. 408 byl po odstavení z provozu roku 2023 převeden mezi historické vozy.

## Historické vozy
| Původní provoz | Evidenční číslo | Současný majitel                   | Typ     | Rok výroby | Historický od roku | Poznámka                                                     | Zdroj  |
| -------------- | --------------- | ---------------------------------- | ------- | ---------- | ------------------ | ------------------------------------------------------------ | ------ |
| Brno           | 3030            | DP Brno                            | 21Tr    | 2001       | 2023               |                                                              | [ 43 ] |
| Brno           | 3063            | DP Brno                            | 21Tr    | 2004       | 2025               | vybaven IGCT, 2004–2016 v Jihlavě (č. 61)                    | [ 44 ] |
| Hradec Králové | 50              | DP Hradec Králové                  | 21TrACI | 1998       | 2012               | prototyp 21TrACI                                             | [ 45 ] |
| Hradec Králové | 408             | DP Ústí nad Labem                  | 21Tr    | 2000       | 2024               | zkušební prototyp s IGCT, 2000–2012 v Hradci Králové (č. 48) | [ 46 ] |
| Jihlava        | 55              | ZHTA Jihlava                       | 21Tr    | 2002       | 2024               | vybaven IGCT, 2016–2023 v Brně (č. 3061)                     | [ 47 ] |
| Ostrava        | 3315            | DP Ostrava                         | 21Tr    | 2002       | 2023               |                                                              | [ 48 ] |
| Pardubice      | 394             | Auto Skaver - automuzeum Dětřichov | 21Tr    | 2003       | 2019               |                                                              | [ 49 ] |
| Plzeň          | 488             | Škoda Bus klub Plzeň               | 21TrACI | 2002       | 2018               |                                                              | [ 50 ] |
| Plzeň          | 496             | PMDP                               | 21TrACI | 2004       | 2018               |                                                              | [ 51 ] |